# حرب الورود
حرب الورود هو مسلسل تم إنتاجه في تركيا. بدأ عرضه في سنة 2014 على كانال دي.بلغت عدد الحلقات 68 حلقة مقسمة على موسمين، وتبلغ مدة الحلقة الواحدة 104 دقيقة. تم بث المسلسل لأول مرة بتاريخ 8 يوليو 2014 بينما تم بث آخر حلقة منه بتاريخ 6 فبراير 2016.

## بطولة وشخصيات العمل
- داملا سونمز Damla Sönmez بدور جولرو بدبلجة العربية جوري
- جانان ارغودار Canan Ergüder بدور جولفام سيباهي بدبلجة العربية توليب سيباهي
- باريش كليج Barış Kılıç بدور عمر
- سرجان بيدور Sercan Bedur بدور جيهان سيباهي بدبلجة العربية جهاد سيباهي

## القصة
تدور احداث مسلسل حرب الورود حول جوري ( جولرو شيليك ) هي ابنة أسرة متوسط الحال، تعيش في ملحق صغير تابع لقصر المصممة الشهيرة توليب (جولفام سيباهي). تحلم جوري (جولرو) ان تكون مشهوره مثل توليب (جولفام) ولكن هاتان السيدتان تقعان في حب عمر (عمر اكيم اوغلو) وتحاربان للحصول على قلبه .

## روابط خارجية
- حرب الورود على موقع IMDb (الإنجليزية)
- حرب الورود على موقع كينوبويسك (الروسية)
- حرب الورود على موقع قاعدة بيانات الفيلم (الإنجليزية)